# فرآیند تلگرافی
در نظریه احتمال، فرایند تلگرافی (به انگلیسی: telegraph process) یک فرایند تصادفی زمان پیوسته بی‌حافظه است که دو مقدار مجزا را نشان می‌دهد. نویز هجومی (همچنین نویز پف‌فیلی یا سیگنال تلگرافی تصادفی نامیده می‌شود) را مدل می‌کند. اگر دو مقدار ممکن که یک متغیر تصادفی می‌تواند بگیرد {\displaystyle c_{1}} و {\displaystyle c_{2}} باشد، سپس فرآیند را می‌توان با معادلات حاکم زیر توصیف کرد:
{\displaystyle \partial _{t}P(c_{1},t|x,t_{0})=-\lambda _{1}P(c_{1},t|x,t_{0})+\lambda _{2}P(c_{2},t|x,t_{0})}
و
{\displaystyle \partial _{t}P(c_{2},t|x,t_{0})=\lambda _{1}P(c_{1},t|x,t_{0})-\lambda _{2}P(c_{2},t|x,t_{0}).}
دراینجا {\displaystyle \lambda _{1}} نرخ گذار برای رفتن از حالت {\displaystyle c_{1}} به {\displaystyle c_{2}} است و {\displaystyle \lambda _{2}} نرخ گذار برای رفتن از خروج از حالت{\displaystyle c_{2}} به {\displaystyle c_{1}} است. این فرآیند همچنین با نام‌های فرایند کاک (به انگلیسی: Kac process) (از نام ریاضیدان مارک کاک)، و فرایند تصادفی دوحالتی (به انگلیسی: dichotomous random process) نیز شناخته می‌شود.

## جواب
معادله حاکم به صورت فشرده به صورت ماتریسی با معرفی یک بردار نوشته شده است {\displaystyle \mathbf {P} =[P(c_{1},t|x,t_{0}),P(c_{2},t|x,t_{0})]} ،
{\displaystyle {\frac {d\mathbf {P} }{dt}}=W\mathbf {P} }
دراینجا
{\displaystyle W={\begin{pmatrix}-\lambda _{1}&\lambda _{2}\\\lambda _{1}&-\lambda _{2}\end{pmatrix}}}
این ماتریس نرخ‌انتقال است. راه‌حل رسمی از شرایط اولیه {\displaystyle \mathbf {P} (0)} (که تعریف می‌کند که در {\displaystyle t=t_{0}} ، این حالت {\displaystyle x} است) ساخته شده است، توسط
{\displaystyle \mathbf {P} (t)=e^{Wt}\mathbf {P} (0)} .
می‌توان نشان داد که
{\displaystyle e^{Wt}=I+W{\frac {(1-e^{-2\lambda t})}{2\lambda }}}
دراینجا {\displaystyle I} ماتریس همانی است و {\displaystyle \lambda =(\lambda _{1}+\lambda _{2})/2} میانگین نرخ انتقال است. همان‌طور که {\displaystyle t\rightarrow \infty } ، راه‌حل به یک توزیع مانا {\displaystyle \mathbf {P} (t\rightarrow \infty )=\mathbf {P} _{s}} نزدیک می‌شود داده شده توسط
{\displaystyle \mathbf {P} _{s}={\frac {1}{2\lambda }}{\begin{pmatrix}\lambda _{2}\\\lambda _{1}\end{pmatrix}}}

## ویژگی‌ها
دانش یک حالت اولیه به صورت نمایی افت می‌کند. بنابراین، برای مدتی {\displaystyle t\gg (2\lambda )^{-1}} ، فرآیند به مقادیر ثابت زیر می‌رسد که با زیرنویس s نشان داده می‌شوند:
میانگین:
{\displaystyle \langle X\rangle _{s}={\frac {c_{1}\lambda _{2}+c_{2}\lambda _{1}}{\lambda _{1}+\lambda _{2}}}.}
واریانس:
{\displaystyle \operatorname {var} \{X\}_{s}={\frac {(c_{1}-c_{2})^{2}\lambda _{1}\lambda _{2}}{(\lambda _{1}+\lambda _{2})^{2}}}.}
همچنین می‌توان تابع همبستگی را محاسبه کرد:
{\displaystyle \langle X(t),X(u)\rangle _{s}=e^{-2\lambda |t-u|}\operatorname {var} \{X\}_{s}.}

## کاربرد
این فرآیند تصادفی کاربرد گسترده‌ای در ساخت مدل پیدا می‌کند:
- در فیزیک، سامانه‌های اسپینی و متناوب فلورسانس ویژگی‌های دوحالتی را نشان می‌دهند. اما به‌ویژه در آزمایش‌های تک مولکولی، به‌جای توزیع نمایی که در همه فرمول‌های بالا ذکر شده، از توزیع‌های احتمالی با دنباله‌های جبری استفاده می‌شود.
- در امور مالی برای توصیف قیمت سهام[۱]
- در زیست‌شناسی برای توصیف عامل رونویسی پیوندساز (به انگلیسی: binding) و ناپیوندساز.